# Тунгуру
«Тунгуру» — украинская анимационная студия.

## История студии
Студия создана в январе 2003 года в Донецке под впечатлением от популярного мультипликационного флеш-сериала «Масяня». Основатели — Владимир Лыков и Александр Колесник.
В начале своей работы создали проект «Дурдом» — пародию на реалити-шоу «Дом», а также «МультТВ», где выпуски были в виде новостей, а героями работники СМИ — телеведущие, журналисты и актёры. В 2005 году «Тунгуру» создала символ конкурса «Учитель года России» и сняли про него мультфильм.
В 2007 году студия стала известна широкой аудитории после создания сериала «UmaNetto», пародии на телесериал «Не родись красивой», которая была создана по заказу авторов оригинального сериала телекомпании «Амедиа». Этот сериал сначала выкладывался в сети Интернет, а затем демонстрировался по телеканалу СТС.
После съемок «Уманетто» у студии возникла идея сделать сериал «Офисный планктон» в котором изображается «хулиганистый» вариант офиса, где сотрудники не хотят работать и их начальнику постоянно приходится заставлять их это делать.
Затем студия выпустила мультипликационный сериал «Футбол по-украински», который состоит из коротких юмористических сюжетов о командах украинской Премьер-лиги. Каждая серия обыгрывала ассоциации с городом, откуда родом футбольная команда, а также региональный колорит. В 2013 году для футбольного клуба «Шахтёр» был выпущен новогодний мультфильм в котором футболисты исполняют на музыкальных инструментах попурри из известных песен.
Мультфильмы студии демонстрировались на телеканалах России СТС и MTV, телеканалах Украины ТРК «Украина», СТБ, Новый канал, а на американском канале Comedy Central мультфильм «Тунгуру» выиграл видеобатл. Также, кроме мультфильмов студия занимается производством рекламы и социальных роликов. Так ролики социальной рекламы были созданы для Донецкого городского благотворительного фонда «Доброта» и проекта «Сиротству — нет!» благотворительного фонда «Развитие Украины».
В 2012 году Владимир Лыков принял участие в форуме «Индустрия информационных технологий» («Эксподонбасс»), продемонстрировав новые технологии видеопрезентаций, разработанные в студии.

## Состав студии
- Александр Колесник — основатель, режиссёр-аниматор[10], арт-директор[7], сценарист[6]
- Алексей Лыков — сценарист[6]
- Владимир Лыков — основатель, руководитель[10], сценарист[6]
- Евгений Гордеев — режиссёр-аниматор, сценарист, художник-постановщик
- Римма Симонова — художник-аниматор[14]
- Рита Симонова — художник-аниматор[14]

## Награды
- 2002 — Победа во всероссийском открытом интернет-конкурсе «Золотой сайт»[15]
- 2003 — Победа во всероссийском открытом интернет-конкурсе «Золотой сайт»
- 2004 — Победа во всероссийском открытом интернет-конкурсе «Золотой сайт»[16]
- 2005 — Обладатель гранта Президента Украины для талантливой молодежи
- 2007 — Арт-директор студии Александр Колесник вошёл в список ТОП-20 лучших аниматоров Москвы[7]
- Победа в конкурсе анимации «Анимания — покажи характер» (Израиль)
- 2016 — две  награды на национальном конкурсе соцрекламы (совместно с другими авторами-переселенцами)[17]

## Фильмография
- 2007—2008 — «UmaNetto»
- 2008—2014 — «Офисный планктон» (при совместное производстве с Cartoons.org)
- 2009—2010 — «Футбол по-украински»
- 2010—2019 — «Фиксики» (студия создавала анимационные 2D вставки)
- 2014—2018 — «Котики, вперёд!» (при совместном производстве с «ToonBox»)
- 2017 — «Фиксики: Большой секрет» (студия создавала анимационные 2D вставки)
- 2019 — «Фиксики против кработов» (студия создавала анимационные 2D вставки)